# Liste des albums publiés par Fantasy Records

Logo utilisé de 1971 au milieu des années 2000.

La série F-9000 est une nomenclature de référence de LP vinyles parus sous le label discographique Fantasy Records. La numérotation est en principe chronologique par ordre de parution.

## Histoire
La série 9000 recense 289 références de pressage en édition stéréo identifiées en totalité et numérotés de F-9401 à FCD-9689. Elle est entrée en fonction en 1972 et se termine vers 2002 avec les 25 derniers albums parus directement en CD. Parmi les artistes produits, on remarquera Creedence Clearwater Revival, Cal Tjader, Cannonball Adderley, Johnny « Guitar » Watson, The Blackbyrds, Tom Fogerty, Kenny Burrell, Bill Evans, Stanley Turrentine, Pleasure, et Taxxi.
On peut rencontrer des albums avec la numérotation classique de cette nomenclature (F-9 + 3 chiffres), suivie de 2 lettres DJ (ou autre). Il s'agit de diffusion de versions promotionnelles des albums offerts à la presse, aux journalistes et aux radios (exemple : F-9415-DJ),.

## Discographie
Les parutions s'effectuent au format disque LP 33™ communément nommé LP 12 inch dans les pays anglo-saxons.

### 1972
- F-9401 : Jim Post - Colorado Exile / David Forester and Hollywood Pops Symphony - Dance Gypsy Dance
- F-9402 : Morning - Struck Like Silver
- F-9403 : Stanley Turrentine - Have You Ever Seen the Rain
- F-9404 : Creedence Clearwater Revival - Mardi Gras
- F-9405 : Various - Heavy Traffic (Original Soundtrack Recording)
- F-9406 : Various - Fritz the Cat (Original Soundtrack Recording) composée par Ed Bogas
- F-9407 : Tom Fogerty - Tom Fogerty
- F-9408 : Jim Post - Slow to 20
- F-9409 : Cal Tjader - Live at the Funky Quarters
- F-9410 : Walter Hawkins And Selah	 - Walter Hawkins Selah
- F-9411 : Doug Clifford - Doug Cosmo Clifford
- F-9412 : Alice Stuart - Believing [w/ Snake]
- F-9413 : Tom Fogerty - Excalibur
- F-9414 : Esther Marrow - Sister Woman

### 1973
- F-9415 : Blue Ridge Rangers (John Fogerty) - Blue Ridge Rangers
- F-9415-DJ : Blue Ridge Rangers - Blue Ridge Rangers (Promo)
- F-9416 : Woody Herman - The Raven Speaks
- F-9617 : Kenny Burrell - Round Midnight
- F-9418 : Creedence Clearwater Revival - Creedence Gold
- F-9419 : Sandra Rhodes - Where's Your Love Been
- F-9420 : Various Artists - Black Girl (Original Soundtrack Recording)
- F-9421 : Merl Saunders - Fire Up
- F-9422 : Cal Tjader - Primo
- F-9423 : Staple Singers - Use What You Got (réédition)
- F-9424 : Cal Tjader - Mambo with Tjader (réédition)
- F-9425 : Jim Post - Rattlesnake
- F-9426 : Jerry Hahn - Moses
- F-9527 : Gale Force - Gale Force
- F-9528 : Letta Mbulu - Naturally
- F-9429 : Charlie Byrd - Crystal Silence
- F-9430 : Creedence Clearwater Revival - More Creedence Gold
- F-9431 : Mongo Santamaria - Mongo Y La Lupe
- F-9432 : Woody Herman - Giant Steps
- F-9433 : Duke Ellington - Yale Concert
- F-9434 : Frank White - Nice to Be on Your Show
- F-9435 : Cannonball Adderley - Inside Straight
- F-9436 : Various - Heavy Traffic (Original Soundtrack Recording)
- F-9437 : Johnny « Guitar » Watson - Listen
- F-9438 : Mississippi - Mississippi
- F-9439 : Redwing - Take Me Home
- F-9440 : Natural Essence - In Search of Happiness (réédition)
- F-9441 : Joe Williams - Joe Williams Live

### 1974
- F-9442 : Staple Singers - 25th Day of December
- F-9443 : Challengers - Where Were You in the Summer of '62?
- F-9444 : The Blackbyrds - The Blackbyrds
- F-9445 : Cannonball Adderley - Love, Sex, and the Zodiacv
- F-9446 : Cal Tjader - Last Bolero In Berkeley
- F-9447 : Betty Everett - Love Rhymes
- F-9448 : Tom Fogerty - Zephyr National
- F-9449 : The Cats - Love in Your Eyes
- F-9450 : Moonquake - Moonquake
- F-9451 : Luis Gasca - Brown to Love You
- F-9452 : Woody Herman - Thundering Herd
- F-9453 : Cal Tjader and Charlie Byrd - Tambu
- F-9454 : Michael Dinner - The Great Pretender
- F-9455 : The Cannonball Adderley Quintet - Pyramid
- F-9456 : David Axelrod - Heavy Axe
- F-9457 : Bill Evans - The Tokyo Concert
- F-9458 : Kenny Burrell - Up the Street, 'Round The Corner, Down The Block
- F-9459 : Redwing - Dead or Alive
- F-9460 : Merl Saunders - Merl Saunders
- F-9461 : Luis Gasca - Born to Love You
- F-9462 : Duke Ellington - The Pianist
- F-9463 : Cal Tjader - Puttin' It Together
- F-9464 : Frijid Pink - All Pink Inside
- F-9465 : Stanley Turrentine - Pieces of Dreams
- F-9466 : Charlie Byrd - Byrd by the Sea
- F-9467 : Gayle McCormick - One More Hour
- F-9468 : J.D. Blackfoot - The Song of Crazy Horse
- F-9469 : Tom Fogerty - Myopia
- F-9470 : Woody Herman - Herd at Montreux
- F-9471 : Lyle Swedeen - Sunshine Inside
- F-9472 : The Blackbyrds - Flying Start

### 1975
- F-9473 : Pleasure - Dust Yourself Off
- F-9474 : The Golliwogs - Pre-Creedence
- F-9475 : Bill Evans / Eddie Gomez - intuition
- F-9476 : The 3 Pieces - Vibes of Truth
- F-9477 : Woody Herman - Children of Lima
- F-9478 : Stanley Turrentine - In the Pocket
- F-9479 : Arthur Adams - Home Brew
- F-9480 : Betty Everett - Happy Endings
- F-9481 : The Duke Ellington Orchestra - Continuum
- F-9482 : Cal Tjader - Last Night When We Were Young
- F-9483 : The Blackbyrds - Cornbread, Earl and Me
- F-9484 : Johnny Guitar Watson - I Don't Want to Be Alone, Stranger
- F-9485 : Frank Hayhurst - You Love My Love
- F-9486 : Moonquake - Star Struck
- F-9487 : J.D. Blackfoot - Southbound and Gone
- F-9488 : Redwing - Beyond the Sun and Stars
- F-9489 : Tony Bennett / Bill Evans - The Tony Bennett Bill Evans Album
- F-9490 : The Blackbyrds - The City Life
- F-9491 : Side Effect  - Side Effect
- F-9492 : Janice Barnett - Janice
- F-9493 : Stanley Turrentine - Have You Ever Seen the Rain
- F-9494 : Water & Power - Water and Power
- F-9495 : Country Joe McDonald - Paradise Well an Ocean View
- F-9496 : Charlie Byrd Featuring Nat Adderley - Top Hat
- F-9497 : John Fogerty - John Fogerty
- F-9498 : Duke Ellington - The Afro-Eurasian Eclipse
- F-9499 : Woody Herman - King Cobra
- F-9500 : Jack Nitzsche - Soundtrack Recording from the Film : One Flew Over the Cuckoo's Nest

### 1976
- F-9501 : The Bill Evans Trio - Since We Met
- F-9502 : Cal Tjader - Amazonas
- F-9503 : Merl Saunders And Aunt Monk - You Can Leave Your Hat On
- F-9504 : Luis Gasca - Collage
- F-9505 : Cannonball Adderley	- Lovers
- F-9506 : Pleasure - Accept No Substitutes
- F-9507 : Angelo - Angelo
- F-9508 : Stanley Turrentine - Everybody Come on Out
- F-9509 : Tommy James - In Touch
- F-9510 : Bill Evans - Montreux III
- F-9511 : Country Joe McDonald - Love Is a Fire
- F-9512 : Tom Thumb - The Dreamer
- F-9513 : Side Effect - What You Need
- F-9514 : Kenny Burrell - Sky Street
- F-9515 : Byron Keith Daugherty - Let My Heart Be My Home
- F-9616 : Roger Glenn - Reachin'
- F-9517 : Spiders Webb - I Didn't Know What's on Your Mind
- F-9518 : The Blackbyrds - Unfinished Business
- F-9519 : Stanley Turrentine - The Man With the Sad Face
- F-9520 : Tom Chapin - Life is Like That

### 1977
- F-9521 : Cal Tjader - At Grace Cathedral
- F-9522 : Hoodoo Rhythm Devils - Safe in Their Homes
- F-9523 : Arthur Adams - Midnight Serenade
- F-9524 : Pete and Sheila Escovedo - Solo Two
- F-9525 : Country Joe McDonald - Goodbye Blues
- F-9526 : Pleasure - Joyous
- F-9527 : Gale Force - Gale Force
- F-9528 : Brent Maglia - Down at the Hardrock
- F-9529 : Bill Evans - Quintessence
- F-9530 : Country Joe McDonald - Reunion
- F-9531 : Sylvester - Sylvester
- F-9532 : Tommy James - Midnight Rider
- F-9533 : Cal Tjader - Guarabe
- F-9534 : Stanley Turrentine - Nightwings
- F-9535 : The Blackbyrds - Action
- F-9536 : Paulette McWilliams - Never Been Here Before
- F-9537 : Side Effect	 - Goin' Bananas
- F-9538 : Toni Brown and Terry Garthwaite - The Joy
- F-9539 : Impact - The Pac Is Back
- F-9540 : David Bromberg - Reckless Abandon
- F-9541 : The Checkmates Ltd. - We Got the Moves
- F-9542 : Bill Evans - Alone (Again)

### 1978
- F-9543 : Hoodoo Rhythm Devils - All Kidding Aside
- F-9544 : Country Joe McDonald - Rock and Roll Music from the Planet Earth
- F-9545 : Pete & Sheila Escovedo - Happy Together
- F-9546 : Originals - Another Time Another Place
- F-9547 : Sweet Thunder - Sweet Thunder
- F-9548 : Stanley Turrentine - West Side Highway
- F-9549 : Martha Reeves - We Meet Again
- F-9550 : Pleasure - Get to the Feeling
- F-9551 : Gale Force - Two
- F-9552 : Phil Hurtt - Giving It Back
- F-9553 : Larry Williams - That Larry Williams
- F-9554 : Angelo - Midnight Prowl
- F-9555 : David Bromberg - Bandit in a Bathing Suit
- F-9556 : Sylvester - Step II
- F-9557 : SofTouch - SofTouch
- F-9558 : Kenny Burrell - Stormy Monday
- F-9559 : Smak - Black Lady
- F-9560 : Omega - Skyrover
- F-9561 : David Simmons - Hear me out
- F-9562 : The Boppers - The Boppers
- F-9563 : Stanley Turrentine - What About You!
- F-9564 : Terry Garthwaite - Hand In Glove
- F-9565 : Fat Larry's Band - Spacin' Out
- F-9566 : Idris Muhammad - You Ain't No Friend of Mine
- F-9567 : Damon Harris - Damon
- F-9568 : Bill Evans - Crosscurrents
- F-9569 : Side Effect	 - Rainbow Visions
- F-9570 : The Blackbyrds - The Night Grooves
- F-9571 : Raph Mc Tell - Live
- F-9572 : David Bromberg - My Own House
- F-9573 : Rudy Copeland - Rudy Copeland
- F-9574 : Paradise Express - Paradise Express

### 1979
- F-9575 : Philly Cream - Philly Cream
- F-9576 : Sweet Thunder - Horizons
- F-9577 : The Originals - The Come Away with Me
- F-9578 : Pleasure - Future Now
- F-9579 : Sylvester - Stars
- F-9580 : Fever - Fever
- F-9581 : Idris Muhammad - Foxhuntin'
- F-9582 : Phil Hurtt - PH Factor
- F-9583 : Slick - Slick
- F-9584 : The Two Tons - O' Fun
- F-9585 : Toni Brown - Toni Brown Test Pressing
- F-9586 : Country Joe McDonald - Leisure Suit
- F-9587 : Fat Larry's Band	 - Lookin' for Love
- F-9588 : David Simmons - The World Belongs To Me
- F-9589 : Paradise Express - Let's Fly

### 1980
- F-9590 : David Bromberg Band - You Should See the Rest of the Band
- F-9591 : Martha Reeves - Gotta Keep Moving
- F-9592 : Fantasy Dancin'
- F-9593 : The Bill Evans Trio - I Will Say Goodbye
- F-9594 : Sylvester - Living Proof
- F-9595 : Fever - Dreams and Desire
- F-9596 : Slick - Go for It
- F-9597 : Ike Turner - The Edge (feat. Tina Turner and Home Grown Funk)
- F-9598 : Idris Muhammad - Make It Count
- F-9599 : Fat Larry's Band	 - Stand Up
- F-9600 : Pleasure - Special Things
- F-9601 : Sylvester - Sell My Soul
- F-9602 : The Blackbyrds - Better Days (album)
- F-9603 : Taxxi - Day for Night
- F-9604 : Stanley Turrentine - Use the Stairs
- F-9605 : The Two Tons - Backatcha

### 1981
- F-9606 : Marlon McClain - Changes
- F-9607 : Sylvester - Too Hot to Sleep
- F-9608 : Bill Evans - Re : Person I Knew (réédition)
- F-9609 : Woody Herman - Feelin' So Blue (réédition)
- F-9610 : Freddie Hubbard - Splash
- F-9611 : Tom Fogerty - Deal It Out
- F-9612 : Tom Coster - T.C.
- F-9613 : Shock - Shock

### 1982
- F-9614 : Jeanie Tracy - Me and You
- F-9615 : Freddie Hubbard - Keystone Bop
- F-9616 : Kevin Toney - Special K
- F-9617 : Taxxi - States of Emergency
- F-9618 : Bill Evans - Eloquence
- F-9619 : Shock - Waves
- F-9620 : Steve Douglas - Hot Sax

### 1983
- F-9621 : Creedence Clearwater Revival - Chooglin'
- F-9622 : Shock - Nite Life
- F-9623 : Tom Coster - Ivory Expedition
- F-9624 : Larry Batiste - Private Eye (Original Soundtrack Recording)
- F-9625 : Cybotron - Enter
- F-9626 : Freddie Hubbard -  A Little Night Music
- F-9627 : Albert King - San Francisco '83
- F-9628 : Taxxi - Foreign Tongue
- F-9629 : Wishbone Ash - Twin Barrels Burning
- F-9630 : Bill Evans - From the 70's

### 1984
- F-9631 : The Look - Everybody's Acting
- F-9632 : Steve Douglas - King Cobra
- F-9633 : Albert King - I'm In A Phone Booth, Baby
- F-9634 : Boys Town Gang - A Cast of Thousands
- F-9635 : Freddie Hubbard - Classics
- F-9636 : Duke Ellington and His Orchestra featuring Paul Gonsalves (réédition)
- F-9637 : Tom Fogerty - Precious Gems [Tom Fogerty + Ruby]

### 1985
- F-9638 : David Frishberg - Live at Vine Street (réédition)
- F-9639 : Keely Smith - I'm In Love Again
- F-9640 : The Duke Ellington Small Bands - The Intimacy of the Blues (réédition)
- F-9641 : David Bromberg - Long Way from Here

### 1986
- F-9642 : The Dramatics - Somewhere In Time (A Dramatic Reunion)
- F-9643 : Jackie And Roy - Bogie
- F-9644 : Betty Wright - Sevens
- F-9645 : Danya - Danya
- F-9646 : Paul Gonsalves/Roy Eldridge - Mexican Bandid Meets Pittsburgh Pirate
- F-9647 : Etta James - Blues in the Night
- F-9648 : Lenny Williams - New Episode / Knobhill
- F-9649 : Doug E. Fresh and the Get Fresh Crew - Oh, My God!

### 1987
- F-9650 : Les Brown & His Band - Digital Swing
- F-9651 : David Frishberg - Can't Take You Nowhere
- F-9652 : Paul Gonsalves/Roy Eldridge - Mexican bandit meets Pittsburgh Pirate, Waiting for the Show
- F-9653 : Pam Anderson - Something Special
- F-9654 : L.J. Reynolds - Tell Me You Will
- F-9655 : Etta James/Eddie « Cleanhead » Vinson - Blues in the Night, Volume 2: The Late Show
- F-9656 : Boys On The Block - Blockbusters
- F-9657 : Sweet Cookie - Do You Wanna Dance

### 1988
- F-9658 : Doug E. Fresh & the Get Fresh Crew - The World's Greatest Entertainer
- F-9659 : Arnett Cobb, Dizzy Gillespie, Jewel Brown - Showtime
- F-9660 : Jimmy Witherspoon - Rockin L.A.
- F-9661 : Ruth Brown - Have a Good Time

### 1989
- F-9662 : Ruth Brown - Blues on Broadway

### 1991
- F-9663 : Ruth Brown - Fine and Mellow

### 1993
- F-9664 : Tom Fogerty/Randy Oda - Sidekicks
- F-9665 : Ruth Brown - The Songs of My Life

### Formats CD
Les références qui suivent, ont été éditées uniquement en format Compact Disc (dit CD en langage abrégé).
- FCD-9666 : The Two Tons - Martha Wash and Izora Armstead - Get The Feeling (compilation)
- FCD-9667 : Cybotron - Empathy
- FCD-9668 : The Fugs - First Album
- FCD-9669 : The Fugs - The Fugs Second Album
- FCD-9670 : Freddie Cole - Always
- FCD-9671 : Cybotron - Cyber Ghetto
- FCD-9672 : Freddy Cole - I Want a Smile for Christmas
- FCD-9673 : Greg Piccolo - Acid Blue
- FCD-9674 : Freddy Cole - A Circle of Love
- FCD-9675 : Freddy Cole - To the Ends of the Earth
- FCD-9676 : Greg Piccolo - Red Lights
- FCD-9677 : Cal Tjader	 - The Grace Cathedral Concert
- FCD-9678 : Vince Guaraldi - The Grace Cathedral Concert
- FCD-9679 : Hiram Bullock - Carrasco
- FCD-9680 : The Dramatics - A Dramatic Christmas (The Very Best Christmas of All)
- FCD-9681 : Freddy Cole - Love Makes The Changes
- FCD-9682 : Vince Guaraldi Trio - Charlie Brown's Holiday Hits
- FCD-9683 : Freddy Cole - Le Grand Freddy
- FCD-9684 : Duke Heitger and his Swing Band - Rhythm Is our Business
- FCD-9685 : David Axelrod - The Axelrod Chronicles
- FCD-9686 : Creedence Clearwater Revival - The Concert
- FCD-9687 : Taxxi - Chequered Past
- FCD-9688 : Cal Tjader - Concerts in the Sun
- FCD-9689 : John Fogerty - The Long Road Home: The Ultimate John Fogerty · Creedence Collection